# Zmrzlík (usedlost)
Zmrzlík je osada se stejnojmennou usedlostí na katastrálním území Zadní Kopaniny, které přináleží k městské části Praha-Řeporyje. Mezi osadou a Zadní Kopaninou se rozkládá přírodní památka Zmrzlík.

## Historie
Ves je zakreslena na Müllerově mapě z roku 1720. Bývalá hospodářská usedlost údajně byla dříve dvorem vlastněným pány ze Zmrzlíku, vladycké rodiny pocházející ze Svojšína u Stříbra. Areál je v majetku státu a působí v něm Jezdecké středisko Zmrzlík Domu dětí a mládeže.